# أندريه ميشين
أندريه ميشين (بالروسية: Мишин, Андрей Михайлович)‏ (مواليد 28 مايو 1979) هو ملاكم روسي، مثّل بلاده في الألعاب الأولمبية الصيفية 2000.

## روابط خارجية
أندريه ميشين على موقع أوليمبيديا (الإنجليزية)